# Angonyx
Angonyx é um gênero de mariposa pertencente à família Bombycidae.

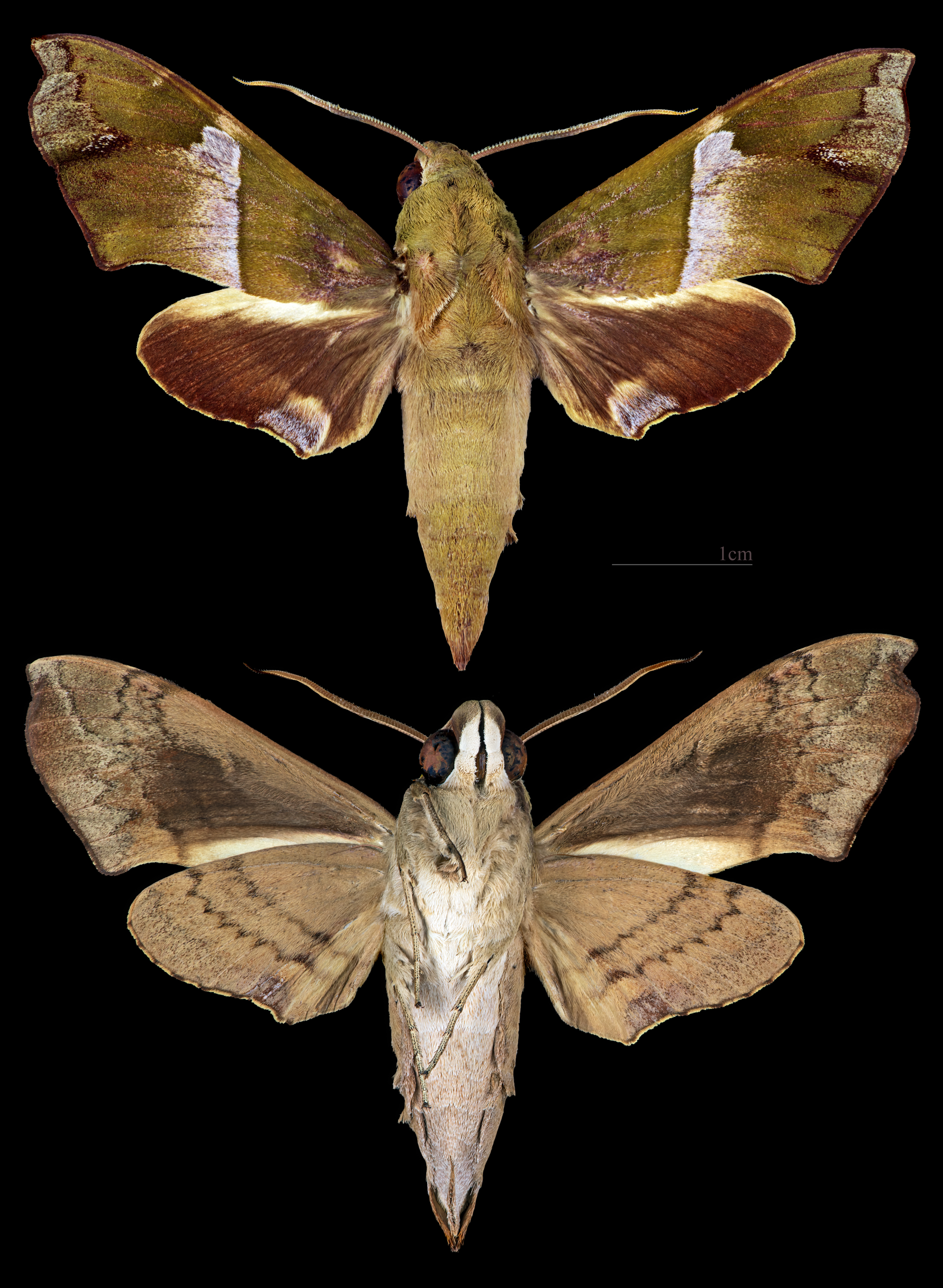
Angonyx boisduvali
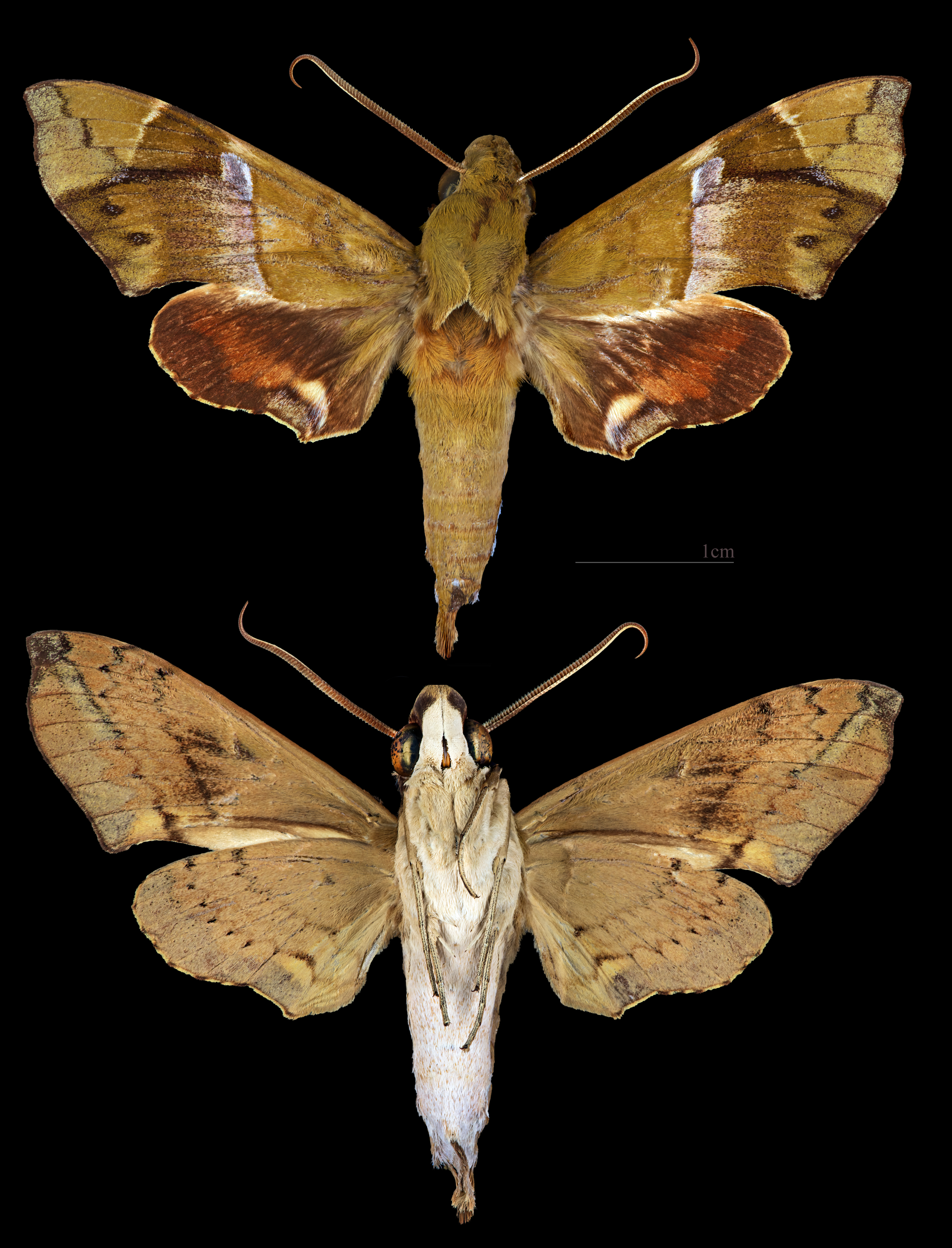
Angonyx papuana
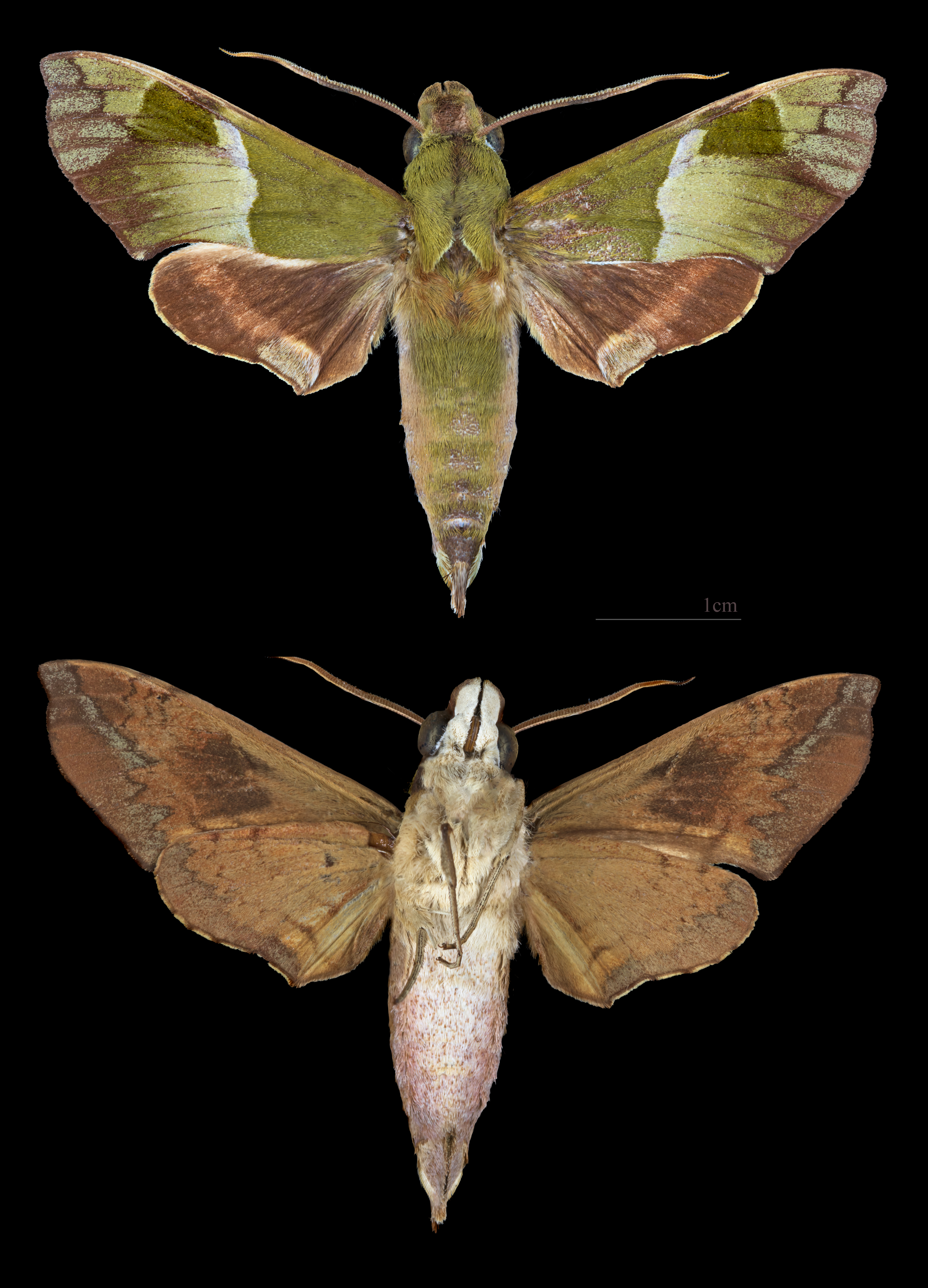
Angonyx testacea